# Задужбина Влајка Каленића
Задужбина Влајка Каленића се налази у Београду, која данас има за циљ помоћ одличним студентима слабијег материјалног стања Економског факултета Универзитета у Београду.
Задужбина је основана средствима Влајка Каленића (1851—1907), „обућара и економа из Београда”, како стоји у тестаменту из 1907. године о завештању целокупне имовине у циљу помоћи сиромашним ученицима, хуманитарним и културним друштвима.
Фонд задужбине се попуњава рентирањем Зграде у улици Светогорска 12 у Београду, површине 2597 m², који се састоји од 32 стана и две собе. Средства се користе осим за помагање одличних студената Економског факултета слабијег материјалног стања у облику стипендија и за усавршавања у земљи и иностранству, набавку уџбеника, литературе и других средстава потребних за студирање и усавршавање, помагања установа и организација у области студентског стандарда и других облика помоћи које утврди Одбор задужбине.